# Typhlodromus transvaalensis
Typhlodromus transvaalensis är en spindeldjursart som först beskrevs av Nesbitt 1951.  Typhlodromus transvaalensis ingår i släktet Typhlodromus och familjen Phytoseiidae. Inga underarter finns listade i Catalogue of Life.